# 양의

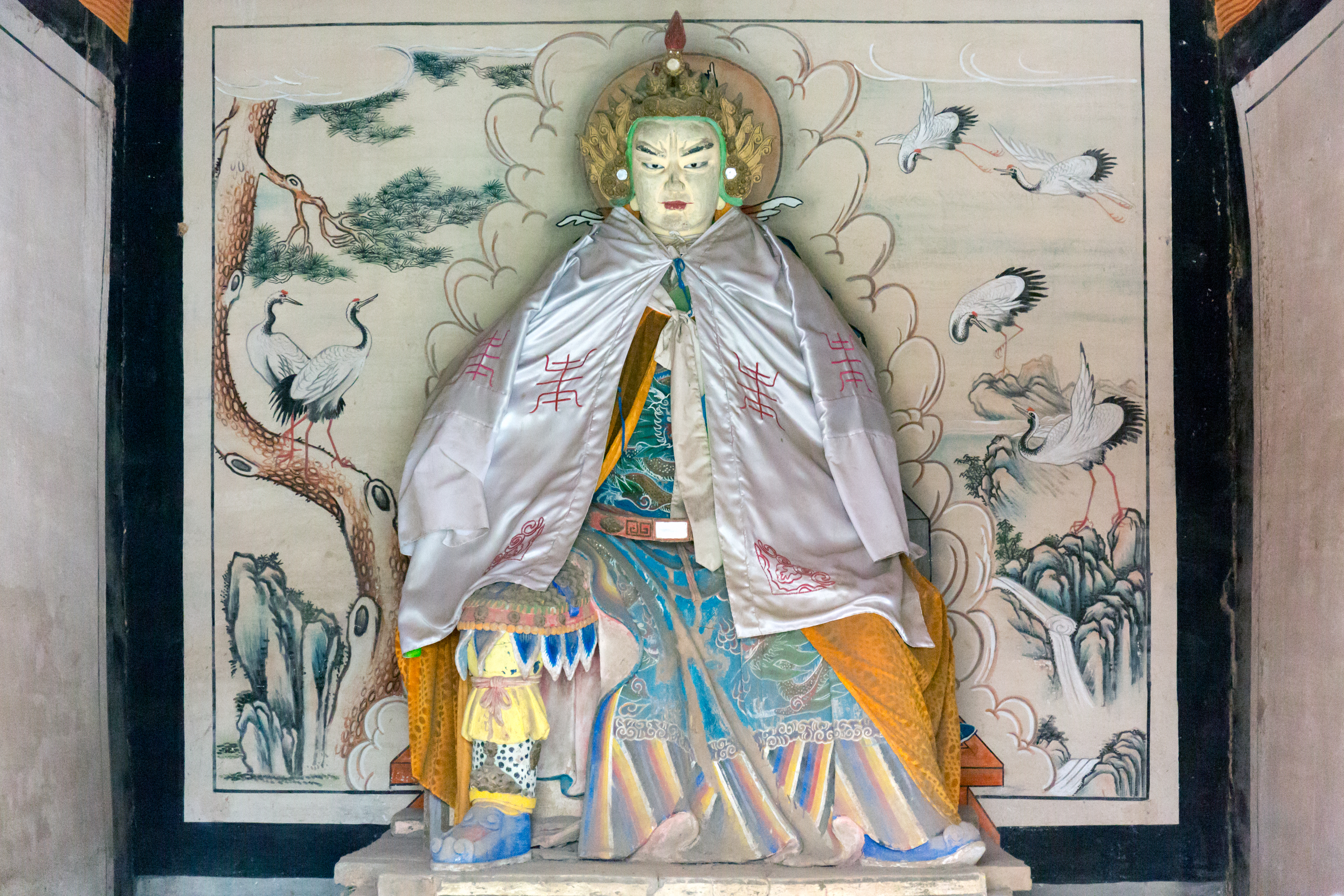

양의(楊儀, ?~235년)는 삼국 시대 촉한의 관료로, 자는 위공(威公)이며, 양양 사람이다.
인간성이 더럽고 불량해서 늘 분란을 조장했다. 위연과 사이가 나쁘다고는 하나 위연 사망 이후에도 여전히 분란을 일으키는, 성격에 결함이 엄청난 인물이다.

## 행적
건안 연간, 형주자사 부군(傅群)의 주부가 되었는데, 부군을 등지고 양양태수 관우에게 갔다. 관우에 의해 공조가 되었고, 유비에게 인사하였다. 유비가 초빙하여 좌장군병조연으로 삼았고, 유비가 한중왕이 되었을 때 상서가 되었다. 유비가 오를 정벌할 때, 상서령 유파와 화합하지 못하여 촉한이 지배하지도 못하는 위나라 영지 중에서도 요동 다음가는 후방의 먼 땅인 홍농 태수로 좌천되었다. 유비 사후, 건흥 3년(225년), 승상 제갈량이 참군으로 삼았다. 건흥 5년(227년), 제갈량을 따라 한중으로 갔으며, 건흥 8년(230년), 승진하여 장사가 되었고, 수군장군을 더했다. 제갈량이 여러 차례 출병할 때, 계획을 짜서 부대를 편성하고, 양곡을 계산했으며, 군용 물자를 조달했다. 그러나 위연과 사이가 나빴는데, 제갈량은 위연과 양의 양쪽의 재간을 아꼈기에 차마 어느 한쪽을 내치지 못했다.
제갈량 사후, 강유, 비의와 함께 군사를 물렸다. 이때 사마의가 추격하였는데, 강유가 양의로 하여금 기를 되돌리고 북을 쳐 사마의 쪽으로 향하려 하여, 사마의가 더 쫓지 못하고 물러섰다고 한다. 위연은 양의의 지휘를 받기를 거부하고 잔도를 끊어 양의 등이 퇴각하는 것을 방해하여, 마침내 위연과 양의는 서로 표를 올려 상대방이 반란을 일으키려 했다고 주장하고 싸웠다. 이 사건에 왕평이 관여했으며 왕평이 일갈하여 위연의 병사들이 뿔뿔이 도망쳤다. 위연의 병사들이 위연에게 잘못이 있다 하였으므로 위연의 군대는 무너지고, 위연은 사로잡혀 목이 잘렸으며 위연의 삼족도 주멸되었다.
위연을 주살한 후, 양의는 성도로 돌아와 중군사가 되었으나 일이 없으므로 한가하게 지냈다. 양의는 퇴각에 성공했고 위연을 주살하였으므로 자신의 공이 크다고 여겨 마땅히 제갈량의 뒤를 이어야 한다고 여겼으나, 제갈량은 양의가 애초에 유비에게 버림받았던 인물인 데다가 양의의 성격이 좁으므로 장완을 후계로 삼아야 한다고 여겼다. 이때 장완은 아직 대장군에 임명되지는 않았고(양의가 쫓겨난 후에야 임명), 다만 상서령·익주자사가 되었는데, 양의는 자기 혼자서만 장완보다 나이나 경력이나 재능이나 모두 월등하다고 여겼으므로 원망하여 탄식하는 소리를 일삼았다. 이 때문에 사람들은 양의의 말에 절제가 없음을 두려워했고 감히 양의를 따르려 하지 않았다. 다만 비의가 양의를 위로하였는데, 양의는 비의에게 원망을 토로하였고 또 말했다.
| “ | 예전 승상이 죽었을 적에 내가 만약 군을 들어 위씨에게 갔다면 지금 내 처지가 이토록 영락했겠소! 이제와서 후회해봤자 되돌릴 수 없습니다. | ” |

비의는 은밀히 이 말을 상주했다. 건흥 13년(235년) 정월, 양의는 파직되어 서민이 되었고, 한가군에 유배되었다. 유배지에서도 양의는 비방하는 말을 하여, 마침내 군에 하명하여 양의를 사로잡아 성도로 압송하여 양의를 문책하도록 했다. 이걸 알게 된 양의는 검거되기 전에 자결했다.

## 평가
진수는 “양의는 실무 처리 능력이 뛰어났다.”라고 하고, 또 유봉, 팽양, 요립, 이엄, 유엄, 위연과 함께,“ 조정에서 존중받았으나, 그들의 거동을 관찰하고 그들의 언행이 예법에 부합되는지를 살펴보면, 그들이 초래한 재앙과 허물은 그들 자신으로부터 나오지 않은 것이 없다.”라고 평했다.
양희는 《계한보신찬》에서 “위공은 마음이 좁고, 많은 사람들과 다름을 취했다. 한가한즉 이치에 미치고, 궁핍한즉 상하고 침해했다. 순리를 버리면 흉함으로 들어감은, 주역에서 말한 바다.”라고 평했다.
손권이 촉한의 사신 동회(董恢)에게 “위연과 양의는 소인으로…”라고 말하는 구절이 있다.
배잠론(裴潛論)에서 양의는 형주에 주둔하던 관우가 유비에게 소개하였고 유비는 양의를 만나 군사와 내정에 대해 조언을 듣고 제갈량의 참군으로 삼았다고 평했다.

## 친족 관계
양의에게는 양려(楊慮)란 형이 있었다. 자는 위방(威方)이며, 젊어서 덕행이 있었으나 17세에 요절했다고 한다.

## 같이 보기
- 삼국지 인물 목록